# Bagrus meridionalis
Bagrus meridionalis, comunemente chiamato kampango o kampoyo, è una specie di pesce gatto del genere Bagrus a rischio di estinzione, endemica del Lago Malawi, del Lago Malombe e nel tratto iniziale del fiume Shire, in Africa. Preferisce aree vicino a rocce in acque meno profonde di 50 m, ma si trova anche più in profondità e su un fondo sabbioso o fangoso.

## Aspetti morfologici
Il kampango è tra i pesci più grandi del bacino del lago Malawi, raggiungendo una lunghezza massima di circa 1 m o anche 1,5 m. La lunghezza media è di circa 42 cm e le femmine sono in genere più grandi dei maschi. Gli adulti sono complessivamente nerastri, mentre i giovani sono grigi con macchie scure. Durante il giorno i kampango si nascondono nelle caverne, ma intorno al tramonto o all'alba cacciano e mangiano le loro prede, principalmente ciclidi.

## Biologia e riproduzione
Il maschio scava un nido poco profondo nel fondale sabbioso, spesso vicino alle rocce, dove la femmina depone diverse migliaia di uova. Dopo la schiusa, i piccoli si nutrono principalmente delle uova trofiche (non fecondate) che la madre depone, ma prendono anche invertebrati che il padre porta loro in bocca. Le uova e i piccoli sono custoditi con molta attenzione dai genitori. I giovani kampango lasciano la protezione dei loro genitori solo quando sono lunghi circa 12 cm, ma prima di questo la maggior parte sono già stati tipicamente uccisi dai ciclidi che si nutrono di uova e avannotti, come Mylochromis melanonotus e Pseudotropheus crabro. Altre volte Pseudotropheus crabro ha una relazione mutualistica con il kampango, poiché lo pulisce nutrendosi di parassiti e tessuti morti. Un altro pesce gatto, Bathyclarias nyasensis, è un parassita della covata del kampango. È stato osservato che i genitori del kampango si prendono cura di intere covate di B. nyasensis giovani come se fossero le loro. Poiché queste covate contengono quasi esclusivamente piccoli B. nyasensis, si sospetta che le loro uova si schiudano prima di quelle del kampango e che queste ultime vengano mangiate dai neonati esemplari di B. nyasensis.
A differenza dei predatori e dei parassiti, alcuni ciclidi, in particolare Copadichromis pleurostigmoides, Ctenopharynx pictus e Rhamphochromis, rilasceranno i loro piccoli vicino alle nidificazione dei kampango. I genitori kampango e ciclidi proteggono in sinergia il gruppo misto, determinando un netto aumento del tasso di sopravvivenza dei piccoli di kampango.

## Rapporti con l'uomo
I kampango sono molto apprezzati come in ambito culinario e vengono catturati usando le reti e più comunemente catturati con le lenze, principalmente in acque lacustri profonde intorno a Cape Maclear, Salima, Mbenje Island e Nkhata Bay. Il kampango fresco viene a volte sfilettato e fritto, ma più spesso viene usato per preparare l'ugali (piatto tipico dell'Africa orientale, conosciuto in Malawi come nsima): in tal caso il pesce gatto viene cotto alla brace e servito con pomodori e cipolle.
Tradizionalmente considerato come uno dei pesci più diffusi e comuni del suo genere tassonomico, la popolazione di kampango è diminuita drasticamente a causa della pesca eccessiva ed è ora considerato in pericolo critico dalla IUCN. Tra il 2006 e il 2016 il numero di esemplari è diminuito di oltre il 90%, secondo stime effettuate sulla base del calo osservato nei tassi di cattura mediante pesca nel Lago Malawi meridionale.